# 6 Heures de Monza 2022
Navigation
Édition précédente Édition suivante
Les 6 Heures de Monza 2022, disputées le 10 juillet 2022 sur le circuit de Monza, sont la soixante-deuxième édition de cette course, la deuxième sur un format de six heures, et la quatrième manche du Championnat du monde d'endurance FIA 2022.

## Engagés

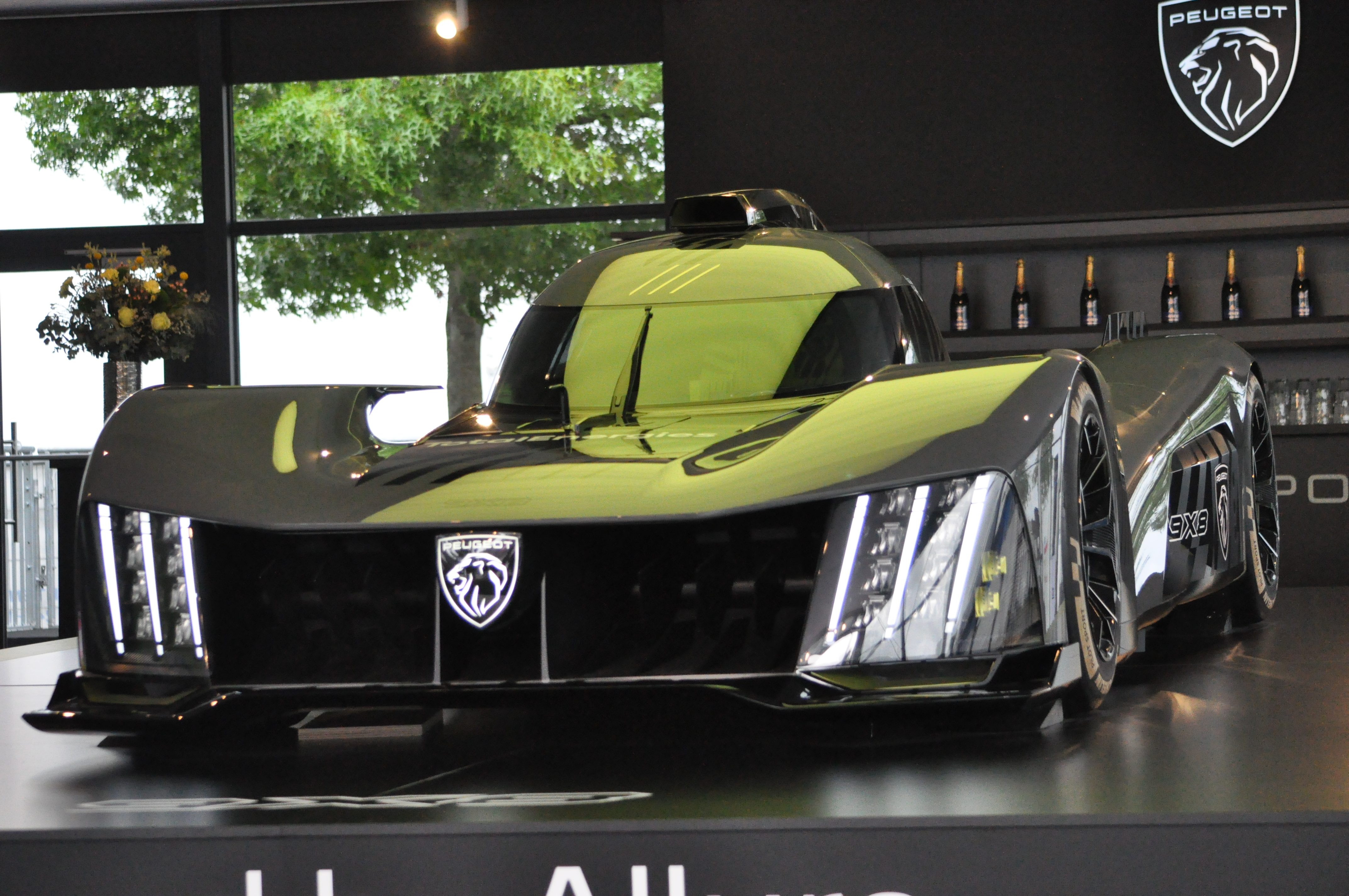
La Peugeot 9X8 exposée lors des 24 Heures du Mans 2022

Dans la catégorie Hypercar, pour la première fois de la saison, l’écurie française Peugeot TotalEnergies avait participé à une manche du Championnat du monde d'endurance FIA 2022 avec deux Peugeot 9X8. La n°93 avait été confiée aux pilotes Jean-Éric Vergne, Mikkel Jensen et Paul di Resta quant à la n°94 aux pilotes Loïc Duval, James Rossiter et Gustavo Menezes,,.
Dans la catégorie LMP2, pour la première fois de la saison et le reste de celle-ci, l'Oreca 07 n°5 de l'écurie américaine Team Penske n'avait pas participer à une manche du championnat afin de laisser l'écurie se concentrer sur la préparation de son retour dans la catégorie Hypercar avec la Porsche 963 dans le Championnat du monde d'endurance FIA 2023 en tant que Porsche Penske Motorsport. Un retour de l'écurie est potentiellement envisagé pour les 8 Heures de Bahreïn suivant l'état d'avancement de la préparation.

## Qualifications
| Pos. | Classe      | N°  | Écurie                    | Pilote                | Temps          | Écart     | Grille |
| ---- | ----------- | --- | ------------------------- | --------------------- | -------------- | --------- | ------ |
| 1    | Hypercar    | 708 | Glickenhaus Racing        | Romain Dumas          | 1 min 35 s 416 | --        |        |
| 2    | Hypercar    | 8   | Toyota Gazoo Racing       | Brendon Hartley       | 1 min 36 s 335 | + 0 s 919 |        |
| 3    | Hypercar    | 36  | Alpine Elf Team           | Nicolas Lapierre      | 1 min 36 s 489 | + 1 s 073 |        |
| 4    | Hypercar    | 7   | Toyota Gazoo Racing       | Kamui Kobayashi       | 1 min 36 s 919 | + 1 s 503 |        |
| 5    | Hypercar    | 94  | Peugeot TotalEnergies     | Gustavo Menezes       | 1 min 37 s 253 | + 1 s 837 |        |
| 6    | LMP2        | 22  | United Autosports USA     | Filipe Albuquerque    | 1 min 38 s 403 | + 2 s 987 |        |
| 7    | LMP2 Pro-Am | 44  | ARC Bratislava            | Mathias Beche         | 1 min 38 s 731 | + 3 s 315 |        |
| 8    | LMP2        | 41  | Realteam par WRT          | Ferdinand Habsburg    | 1 min 38 s 780 | + 3 s 364 |        |
| 9    | LMP2 Pro-Am | 83  | AF Corse                  | Alessio Rovera        | 1 min 38 s 817 | + 3 s 401 |        |
| 10   | LMP2 Pro-Am | 45  | Algarve Pro Racing        | James Allen           | 1 min 39 s 122 | + 3 s 706 |        |
| 11   | LMP2        | 9   | Prema ORLEN Team          | Robert Kubica         | 1 min 39 s 203 | + 3 s 787 |        |
| 12   | LMP2        | 10  | Vector Sport              | Sebastien Bourdais    | 1 min 39 s 203 | + 4 s 065 |        |
| 13   | LMP2        | 31  | Team WRT                  | Robin Frijns          | 1 min 39 s 203 | + 4 s 238 |        |
| 14   | LMP2        | 1   | Richard Mille Racing Team | Charles Milesi        | 1 min 39 s 203 | + 4 s 266 |        |
| 15   | LMP2        | 34  | Inter Europol Competition | Esteban Gutiérrez     | 1 min 39 s 203 | + 4 s 276 |        |
| 16   | LMP2 Pro-Am | 35  | Ultimate                  | Matthieu Lahaye       | 1 min 39 s 203 | + 4 s 971 |        |
| 17   | LMP2        | 25  | Jota                      | Jonathan Aberdein     | 1 min 39 s 203 | + 9 s 347 |        |
| 18   | LMGTE Pro   | 51  | AF Corse                  | Alessandro Pier Guidi | 1 min 45 s 270 |           |        |
| 19   | LMGTE Pro   | 64  | Corvette Racing           | Nick Tandy            | 1 min 45 s 324 |           |        |
| 20   | LMGTE Pro   | 52  | AF Corse                  | Antonio Fuoco         | 1 min 45 s 328 |           |        |
| 21   | LMGTE Pro   | 91  | Porsche GT Team           | Gianmaria Bruni       | 1 min 45 s 804 |           |        |
| 22   | LMGTE Pro   | 92  | Porsche GT Team           | Michael Christensen   | 1 min 46 s 024 |           |        |
| 23   | LMGTE Am    | 85  | Iron Dames                | Sarah Bovy            | 1 min 47 s 431 |           |        |
| 24   | LMGTE Am    | 33  | TF Sport                  | Ben Keating           | 1 min 47 s 658 |           |        |
| 25   | LMGTE Am    | 77  | Dempsey-Proton Racing     | Christian Ried        | 1 min 48 s 206 |           |        |
| 26   | LMGTE Am    | 21  | AF Corse                  | Christoph Ulrich      | 1 min 48 s 296 |           |        |
| 27   | LMGTE Am    | 54  | AF Corse                  | Thomas Flohr          | 1 min 48 s 406 |           |        |
| 28   | LMGTE Am    | 98  | NorthWest AMR             | Paul Dalla Lana       | 1 min 48 s 534 |           |        |
| 29   | LMGTE Am    | 56  | Team Project 1            | Brendan Iribe         | 1 min 48 s 813 |           |        |
| 30   | LMGTE Am    | 86  | GR Racing                 | Michael Wainwright    | 1 min 48 s 842 |           |        |
| 31   | LMGTE Am    | 777 | D'Station Racing          | Satoshi Hoshino       | 1 min 48 s 957 |           |        |
| 32   | LMGTE Am    | 46  | Team Project 1            | Nicolas Leutwiler     | 1 min 48 s 966 |           |        |
| 33   | LMGTE Am    | 71  | Spirit of Race            | Franck Dezoteux       | 1 min 49 s 990 |           |        |
| 34   | LMGTE Am    | 88  | Dempsey-Proton Racing     | Fred Poordad          | 1 min 50 s 221 |           |        |
| 35   | LMGTE Am    | 60  | Iron Lynx                 | Claudio Schiavoni     | 1 min 50 s 296 |           |        |
| 36   | LMP2        | 23  | United Autosports USA     | Pas de temps          | --             | --        |        |
| 37   | LMP2        | 38  | Jota                      | Pas de temps          | --             | --        |        |
| 38   | Hypercar    | 93  | Peugeot TotalEnergies     | Pas de temps          | --             | --        |        |

## Course

### Classement de la course
Voici le classement final au terme de la course.
- Les vainqueurs de chaque catégorie sont signalés par un fond jauni.
- Pour la colonne Pneus, il faut passer le curseur au-dessus du modèle pour connaître le manufacturier de pneumatiques.

| Pos  | Classe    | no  | Écurie                    | Pilotes                                                | Châssis                        | Pneus | Tours | Temps               |
| Pos  | Classe    | no  | Écurie                    | Pilotes                                                | Moteur                         | Pneus | Tours | Temps               |
| ---- | --------- | --- | ------------------------- | ------------------------------------------------------ | ------------------------------ | ----- | ----- | ------------------- |
| 1    | Hypercar  | 36  | Alpine Elf Team           | André Negrão Nicolas Lapierre Matthieu Vaxiviere       | Alpine A480                    | M     | 194   | 6 h 00 min 47 s 738 |
| 1    | Hypercar  | 36  | Alpine Elf Team           | André Negrão Nicolas Lapierre Matthieu Vaxiviere       | Gibson GK458 4,5 L V8 Atmo     | M     | 194   | 6 h 00 min 47 s 738 |
| 2    | Hypercar  | 8   | Toyota Gazoo Racing       | Sébastien Buemi Brendon Hartley Ryō Hirakawa           | Toyota GR010 Hybrid            | M     | 194   | + 2 s 762           |
| 2    | Hypercar  | 8   | Toyota Gazoo Racing       | Sébastien Buemi Brendon Hartley Ryō Hirakawa           | Toyota 3,5 L V6 Bi-Turbo       | M     | 194   | + 2 s 762           |
| 3    | Hypercar  | 7   | Toyota Gazoo Racing       | Mike Conway Kamui Kobayashi José María López           | Toyota GR010 Hybrid            | M     | 192   | +2 tours            |
| 3    | Hypercar  | 7   | Toyota Gazoo Racing       | Mike Conway Kamui Kobayashi José María López           | Toyota 3,5 L V6 Bi-Turbo       | M     | 192   | +2 tours            |
| 4    | LMP2      | 41  | Realteam par WRT          | Rui Andrade Ferdinand Habsburg Norman Nato             | Oreca 07                       | G     | 188   | + 6 tours           |
| 4    | LMP2      | 41  | Realteam par WRT          | Rui Andrade Ferdinand Habsburg Norman Nato             | Gibson GK428 4,2 L V8 Atmo     | G     | 188   | + 6 tours           |
| 5    | LMP2      | 38  | Jota                      | Roberto Gonzalez António Félix da Costa Will Stevens   | Oreca 07                       | G     | 188   | + 6 tours           |
| 5    | LMP2      | 38  | Jota                      | Roberto Gonzalez António Félix da Costa Will Stevens   | Gibson GK428 4,2 L V8 Atmo     | G     | 188   | + 6 tours           |
| 6    | LMP2      | 10  | Vector Sport              | Nico Müller Ryan Cullen Sebastien Bourdais             | Oreca 07                       | G     | 188   | + 6 tours           |
| 6    | LMP2      | 10  | Vector Sport              | Nico Müller Ryan Cullen Sebastien Bourdais             | Gibson GK428 4,2 L V8 Atmo     | G     | 188   | + 6 tours           |
| 7    | LMP2      | 34  | Inter Europol Competition | Jakub Śmiechowski Alex Brundle Esteban Gutiérrez       | Oreca 07                       | G     | 188   | + 6 tours           |
| 7    | LMP2      | 34  | Inter Europol Competition | Jakub Śmiechowski Alex Brundle Esteban Gutiérrez       | Gibson GK428 4,2 L V8 Atmo     | G     | 188   | + 6 tours           |
| 8    | LMP2      | 23  | United Autosports USA     | Alexander Lynn Oliver Jarvis Josh Pierson              | Oreca 07                       | G     | 188   | + 6 tours           |
| 8    | LMP2      | 23  | United Autosports USA     | Alexander Lynn Oliver Jarvis Josh Pierson              | Gibson GK428 4,2 L V8 Atmo     | G     | 188   | + 6 tours           |
| 9    | LMP2      | 9   | Prema ORLEN Team          | Robert Kubica Louis Delétraz Lorenzo Colombo           | Oreca 07                       | G     | 188   | + 6 tours           |
| 9    | LMP2      | 9   | Prema ORLEN Team          | Robert Kubica Louis Delétraz Lorenzo Colombo           | Gibson GK428 4,2 L V8 Atmo     | G     | 188   | + 6 tours           |
| 10   | LMP2      | 45  | Algarve Pro Racing        | Steven Thomas James Allen René Binder                  | Oreca 07                       | G     | 187   | + 7 tours           |
| 10   | LMP2      | 45  | Algarve Pro Racing        | Steven Thomas James Allen René Binder                  | Gibson GK428 4,2 L V8 Atmo     | G     | 187   | + 7 tours           |
| 11   | LMP2      | 35  | Ultimate                  | Jean-Baptiste Lahaye Matthieu Lahaye François Hériau   | Oreca 07                       | G     | 187   | + 7 tours           |
| 11   | LMP2      | 35  | Ultimate                  | Jean-Baptiste Lahaye Matthieu Lahaye François Hériau   | Gibson GK428 4,2 L V8 Atmo     | G     | 187   | + 7 tours           |
| 12   | LMP2      | 83  | AF Corse                  | François Perrodo Nicklas Nielsen Alessio Rovera        | Oreca 07                       | G     | 187   | + 7 tours           |
| 12   | LMP2      | 83  | AF Corse                  | François Perrodo Nicklas Nielsen Alessio Rovera        | Gibson GK428 4,2 L V8 Atmo     | G     | 187   | + 7 tours           |
| 13   | LMP2      | 28  | Jota                      | Oliver Rasmussen Ed Jones Jonathan Aberdein            | Oreca 07                       | G     | 186   | + 8 tours           |
| 13   | LMP2      | 28  | Jota                      | Oliver Rasmussen Ed Jones Jonathan Aberdein            | Gibson GK428 4,2 L V8 Atmo     | G     | 186   | + 8 tours           |
| 14   | LMP2      | 44  | ARC Bratislava            | Miroslav Konôpka Tijmen van der Helm Mathias Beche     | Oreca 07                       | G     | 186   | + 8 tours           |
| 14   | LMP2      | 44  | ARC Bratislava            | Miroslav Konôpka Tijmen van der Helm Mathias Beche     | Gibson GK428 4,2 L V8 Atmo     | G     | 186   | + 8 tours           |
| 15   | LMGTE Pro | 64  | Corvette Racing           | Tommy Milner Nick Tandy                                | Chevrolet Corvette C8.R        | M     | 181   | + 13 tours          |
| 15   | LMGTE Pro | 64  | Corvette Racing           | Tommy Milner Nick Tandy                                | Chevrolet 5,5 L V8 Atmo        | M     | 181   | + 13 tours          |
| 16   | LMGTE Pro | 52  | AF Corse                  | Miguel Molina Antonio Fuoco                            | Ferrari 488 GTE Evo            | M     | 181   | + 13 tours          |
| 16   | LMGTE Pro | 52  | AF Corse                  | Miguel Molina Antonio Fuoco                            | Ferrari F154CB 3,9 L V8 Turbo  | M     | 181   | + 13 tours          |
| 17   | LMGTE Pro | 51  | AF Corse                  | Alessandro Pier Guidi James Calado                     | Ferrari 488 GTE Evo            | M     | 181   | + 13 tours          |
| 17   | LMGTE Pro | 51  | AF Corse                  | Alessandro Pier Guidi James Calado                     | Ferrari F154CB 3,9 L V8 Turbo  | M     | 181   | + 13 tours          |
| 18   | LMGTE Pro | 92  | Porsche GT Team           | Michael Christensen Kévin Estre                        | Porsche 911 RSR-19             | M     | 181   | + 13 tours          |
| 18   | LMGTE Pro | 92  | Porsche GT Team           | Michael Christensen Kévin Estre                        | Porsche 4,0 L Flat-6 Atmo      | M     | 181   | + 13 tours          |
| 19   | LMGTE Pro | 91  | Porsche GT Team           | Gianmaria Bruni Frédéric Makowiecki                    | Porsche 911 RSR-19             | M     | 180   | + 14 tours          |
| 19   | LMGTE Pro | 91  | Porsche GT Team           | Gianmaria Bruni Frédéric Makowiecki                    | Porsche 4,0 L Flat-6 Atmo      | M     | 180   | + 14 tours          |
| 20   | LMGTE Am  | 77  | Dempsey-Proton Racing     | Christian Ried Sebastian Priaulx Harry Tincknell       | Porsche 911 RSR-19             | M     | 179   | + 15 tours          |
| 20   | LMGTE Am  | 77  | Dempsey-Proton Racing     | Christian Ried Sebastian Priaulx Harry Tincknell       | Porsche 4,0 L Flat-6 Atmo      | M     | 179   | + 15 tours          |
| 21   | LMP2      | 31  | Team WRT                  | Sean Gelael Robin Frijns René Rast                     | Oreca 07                       | G     | 178   | + 16 tours          |
| 21   | LMP2      | 31  | Team WRT                  | Sean Gelael Robin Frijns René Rast                     | Gibson GK428 4,2 L V8 Atmo     | G     | 178   | + 16 tours          |
| 22   | LMGTE Am  | 85  | Iron Dames                | Rahel Frey Michelle Gatting Sarah Bovy                 | Ferrari 488 GTE Evo            | M     | 178   | + 16 tours          |
| 22   | LMGTE Am  | 85  | Iron Dames                | Rahel Frey Michelle Gatting Sarah Bovy                 | Ferrari F154CB 3,9 L V8 Turbo  | M     | 178   | + 16 tours          |
| 23   | LMP2      | 22  | United Autosports USA     | Phil Hanson Filipe Albuquerque Will Owen               | Oreca 07                       | G     | 178   | + 16 tours          |
| 23   | LMP2      | 22  | United Autosports USA     | Phil Hanson Filipe Albuquerque Will Owen               | Gibson GK428 4,2 L V8 Atmo     | G     | 178   | + 16 tours          |
| 24   | LMGTE Am  | 46  | Team Project 1            | Matteo Cairoli Mikkel Pedersen Nicolas Leutwiler       | Porsche 911 RSR-19             | M     | 178   | + 16 tours          |
| 24   | LMGTE Am  | 46  | Team Project 1            | Matteo Cairoli Mikkel Pedersen Nicolas Leutwiler       | Porsche 4,0 L Flat-6 Atmo      | M     | 178   | + 16 tours          |
| 25   | LMGTE Am  | 60  | Iron Lynx                 | Claudio Schiavoni Matteo Cressoni Giancarlo Fisichella | Ferrari 488 GTE Evo            | M     | 178   | + 16 tours          |
| 25   | LMGTE Am  | 60  | Iron Lynx                 | Claudio Schiavoni Matteo Cressoni Giancarlo Fisichella | Ferrari F154CB 3,9 L V8 Turbo  | M     | 178   | + 16 tours          |
| 26   | LMGTE Am  | 71  | Spirit of Race            | Franck Dezoteux Pierre Ragues Gabriel Aubry            | Ferrari 488 GTE Evo            | M     | 177   | + 17 tours          |
| 26   | LMGTE Am  | 71  | Spirit of Race            | Franck Dezoteux Pierre Ragues Gabriel Aubry            | Ferrari F154CB 3,9 L V8 Turbo  | M     | 177   | + 17 tours          |
| 27   | LMGTE Am  | 88  | Dempsey-Proton Racing     | Fred Poordad Patrick Lindsey Jan Heylen                | Porsche 911 RSR-19             | M     | 177   | + 17 tours          |
| 27   | LMGTE Am  | 88  | Dempsey-Proton Racing     | Fred Poordad Patrick Lindsey Jan Heylen                | Porsche 4,0 L Flat-6 Atmo      | M     | 177   | + 17 tours          |
| 28   | LMGTE Am  | 21  | AF Corse                  | Simon Mann Christoph Ulrich Toni Vilander              | Ferrari 488 GTE Evo            | M     | 177   | + 17 tours          |
| 28   | LMGTE Am  | 21  | AF Corse                  | Simon Mann Christoph Ulrich Toni Vilander              | Ferrari F154CB 3,9 L V8 Turbo  | M     | 177   | + 17 tours          |
| 29   | LMGTE Am  | 98  | NorthWest AMR             | Paul Dalla Lana David Pittard Nicki Thiim              | Aston Martin Vantage AMR       | M     | 177   | + 17 tours          |
| 29   | LMGTE Am  | 98  | NorthWest AMR             | Paul Dalla Lana David Pittard Nicki Thiim              | Aston Martin 4,0 L V8 Bi-Turbo | M     | 177   | + 17 tours          |
| 30   | LMGTE Am  | 54  | AF Corse                  | Thomas Flohr Francesco Castellacci Nick Cassidy        | Ferrari 488 GTE Evo            | M     | 177   | + 17 tours          |
| 30   | LMGTE Am  | 54  | AF Corse                  | Thomas Flohr Francesco Castellacci Nick Cassidy        | Ferrari F154CB 3,9 L V8 Turbo  | M     | 177   | + 17 tours          |
| 31   | LMGTE Am  | 56  | Team Project 1            | Brendan Iribe Ollie Millroy Ben Barnicoat              | Porsche 911 RSR-19             | M     | 176   | + 18 tours          |
| 31   | LMGTE Am  | 56  | Team Project 1            | Brendan Iribe Ollie Millroy Ben Barnicoat              | Porsche 4,0 L Flat-6 Atmo      | M     | 176   | + 18 tours          |
| 32   | LMGTE Am  | 777 | D'Station Racing          | Satoshi Hoshino Tomonobu Fujii Charlie Fagg            | Aston Martin Vantage AMR       | M     | 171   | + 23 tours          |
| 32   | LMGTE Am  | 777 | D'Station Racing          | Satoshi Hoshino Tomonobu Fujii Charlie Fagg            | Aston Martin 4,0 L V8 Bi-Turbo | M     | 171   | + 23 tours          |
| 33   | Hypercar  | 94  | Peugeot TotalEnergies     | Loïc Duval James Rossiter Gustavo Menezes              | Peugeot 9X8                    | M     | 169   | + 25 tours          |
| 33   | Hypercar  | 94  | Peugeot TotalEnergies     | Loïc Duval James Rossiter Gustavo Menezes              | Peugeot 2,6 L V6 Bi-Turbo      | M     | 169   | + 25 tours          |
| 34   | LMGTE Am  | 86  | GR Racing                 | Michael Wainwright Riccardo Pera Ben Barker            | Porsche 911 RSR-19             | M     | 163   | + 31 tours          |
| 34   | LMGTE Am  | 86  | GR Racing                 | Michael Wainwright Riccardo Pera Ben Barker            | Porsche 4,0 L Flat-6 Atmo      | M     | 163   | + 31 tours          |
| 35   | LMP2      | 1   | Richard Mille Racing Team | Lilou Wadoux Paul-Loup Chatin Charles Milesi           | Oreca 07                       | G     | 146   | + 48 tours          |
| 35   | LMP2      | 1   | Richard Mille Racing Team | Lilou Wadoux Paul-Loup Chatin Charles Milesi           | Gibson GK428 4,2 L V8 Atmo     | G     | 146   | + 48 tours          |
| N.c. | Hypercar  | 708 | Glickenhaus Racing        | Olivier Pla Romain Dumas Luis Felipe Derani            | SCG 007                        | M     | 96    | Turbo               |
| N.c. | Hypercar  | 708 | Glickenhaus Racing        | Olivier Pla Romain Dumas Luis Felipe Derani            | Glickenhaus 3,5 L V8 Turbo     | M     | 96    | Turbo               |
| N.c. | LMGTE Am  | 33  | TF Sport                  | Ben Keating Henrique Chaves Marco Sørensen             | Aston Martin Vantage AMR       | M     | 73    | Sortie de piste     |
| N.c. | LMGTE Am  | 33  | TF Sport                  | Ben Keating Henrique Chaves Marco Sørensen             | Aston Martin 4,0 L V8 Bi-Turbo | M     | 73    | Sortie de piste     |
| N.c. | Hypercar  | 93  | Peugeot TotalEnergies     | Jean-Éric Vergne Mikkel Jensen Paul di Resta           | Peugeot 9X8                    | M     | 46    |                     |
| N.c. | Hypercar  | 93  | Peugeot TotalEnergies     | Jean-Éric Vergne Mikkel Jensen Paul di Resta           | Peugeot 2,6 L V6 Bi-Turbo      | M     | 46    |                     |

## Pole position et record du tour
- Pole position :
- Meilleur tour en course :

## À noter
- Longueur du circuit : 5,793 km
- Distance parcourue par les vainqueurs :